# サドカイ派
サドカイ派（サドカイは、ヘブライ語: צְדוּקִים、古希: Σαδδουκαῖος/-οι、羅: Sadducaeus/-ei、英語: Sadducee(s)）は、第二神殿時代の後期（紀元前2世紀）に現れ、ユダヤ戦争に伴うエルサレム神殿の崩壊と共に姿を消したユダヤ教の一派。ファリサイ派と対立していたといわれる。「サドカイ人」と表記されることもある。

## 概説
サドカイ派という名称はソロモン王を祝福した大祭司ツァドクの名に由来しているとの説もあるが、はっきりしたことは分かっていない。現代の研究者たちはサドカイ派を神殿に拠って権力者たちと結託していた祭司のグループであったと考えている。
新約聖書の福音書にサドカイ派は現れるが、その中でサドカイ派は霊魂の不滅や死者の復活、天使の存在を否定しており、それもまたファリサイ派との論争の種になっていたと記されている。福音書の中ではサドカイ派の「復活は無い」とする主張をイエス・キリストが論駁する場面もある。

## 消滅
神殿の権威をかさに権勢を誇ったサドカイ派であったが、ローマ軍によるエルサレム神殿の破壊（70年）と共に、よるべき場所を失い、消滅した。このため、ライバルであったファリサイ派がユダヤ教の主流となっていくことになった。
サドカイ派自体が消滅し、そのライバルであったファリサイ派がユダヤ教の正統派になったため、サドカイ派に関する資料はほとんど残されていない。サドカイ派を知るために有益な資料と考えられているのはフラウィウス・ヨセフスの著作やタルムードなどである。